# Административна подјела Краљевине Црне Горе
Административна подјела Краљевине Црне Горе била је на снази у вријеме постојања Краљевине Црне Горе, од 1910. до 1918. године. У том периоду, државно подручје Црне Горе било је подјељено на три нивоа власти, односно на: области, капетаније и општине.

## Области
У вријеме проглашења Књажевине Црне Горе за краљевину (15/28. август 1910. године), на снази је био "Закон о административној подјели Књажевине Црне Горе", који је проглашен владарским указом од 12/25. фебруара 1910. године.
По том закону, Црна Гора је била подјељена на 10 области:
1. Катунска област, обласно мјесто Цетиње
2. Ријечко-љешанска област, обласно мјесто Ријека
3. Приморско-црмничка област, обласно мјесто Бар
4. Зетска област, обласно мјесто Подгорица
5. Брдска област, обласно мјесто Данилов Град
6. Никшићка област, обласно мјесто Никшић
7. Вучедолска област, обласно мјесто Велимље
8. Дурмиторска област, обласно мјесто Шавник
9. Морачко-ровачка област, обласно мјесто Колашин
10. Васојевићка област, обласно мјесто Андријевица

Иако је био проглашен и званично објављен, поменути закон није у потпуности спроведен у дјело усљед недостатка административних и кадровских капацитета и материјалних средстава, те је тако у пракси поред пет старих заживела још само једна нова област, што је значило да се Црна Гора у стварности делила на свега шест области:
1. Катунско-ријечка област, обласно мјесто Цетиње
2. Зетско-брдска област, обласно мјесто Подгорица
3. Никшићка област, обласно мјесто Никшић
4. Приморско-црмничка област, обласно мјесто Бар
5. Морачка област, обласно мјесто Колашин
6. Васојевићка област, обласно мјесто Андријевица

Након Првог балканског рата (1912), државно подручје Црне Горе знатно је проширено, што је довело до стварања четири нове области на прикљученим подручјима, а то стање је озваничено доношењем посебне "Уредбе о управним, судским и финансијским властима у новоослобођеним областима" од 12/23. децембра 1913. године:
1. Пљеваљска област
2. Беранска област
3. Бјелопољска област
4. Пећка област

За вријеме Првог свјетског рата привремено је формирана и Скадарска област.

## Капетаније
Према "Закону о административној подјели Књажевине Црне Горе" из фебруара 1910. године, који је био на снази у вријеме проглашења Црне Горе за краљевину, државно подручје се делило на 56 капетанија, које су биле груписане по областима.
I) У Катунској области: 1) Цетињска, капетанско мјетсо Бајице, 2) Његушко-Ћеклићка, капетанско мјетсо Његуши, 3) Чевско-Бјеличка, капетанско мјетсо Чево, 4) Цуцка, капетанско мјетсо Трешњево, 5) Команско-Загарачка, капетанско мјетсо Бијела-Рудина, 6) Пјешивачка, капетанско мјетсо Богетићи.
II) У Ријечко-љешанској области: 1) Цеклинско-Добрска, капетанско мјетсо Цеклин, 2) Доњо-Цеклинска, капетанско мјетсо Ријека, 3) Љуботињско-Грађанска, капетанско мјетсо Љуботин, 4) Љешанска, капетанско мјетсо Корнет.
III) У Приморско-црмничкој области: 1) Барска, капетанско мјетсо Стари-Бар, 2) Мркојевићка, капетанско мјетсо Печурина, 3) Улцињска, капетанско мјетсо Улцињ, 4) Крајишка, капетанско мјетсо Ћурило, 5) Шештанско-Селаћка, капетанско мјетсо Крњице, 6) Горњо-Црмничка, капетанско мјетсо Брчели, 7) Доњо-Црмничка, капетанско мјетсо Вир;
IV) У Зетској области: 1) Зетска, капетанско мјетсо Голубовци, 2) Подгоричка, капетанско мјетсо Подгорица, 3) Горњо-Кучка, капетанско мјетсо Безијево, 4) Доњо-Кучка, капетанско мјетсо Дољани, 5) Братоножићка, капетанско мјетсо Пелев Бријег, 6) Затријебачка, капетанско мјетсо Затријебач;
V) У Брдској области: 1) Вражегрмачка, капетанско мјетсо Бороњина, 2) Павковићка, капетанско мјетсо Рсојевићи, 3) Петрушинска, капетанско мјетсо Данилов Град, 4) Мартинићко-Брајовићка, капетанско мјетсо Доње Село, 5) Спушка, капетанско мјетсо Спуж, 6) Пиперска, капетанско мјетсо Дрезга, 7) Љешкопољска, капетанско мјетсо Горња Горица;
VI) У Никшићкој области: 1) Никшићка, капетанско мјетсо Кочани, 2) Требјешка, капетанско мјетсо Никшић, 3) Луковска, капетанско мјетсо Луково, 4) Жупска, капетанско мјетсо Манастир Жупски, 5) Голијска, капетанско мјетсо Боботово Гробље.
VII) У Вучедолској области: 1) Граховска, капетанско мјетсо Грахово, 2) Рудинска, капетанско мјетсо Трубјела, 3) Бањанска, капетанско мјетсо Велимље, 4) Опутна-Рудинска, капетанско мјетсо Пилатовци.
VIII) У Дурмиторској области: 1) Ускочка, капетанско мјетсо Боан, 2) Дробњачка, капетанско мјетсо Шавник, 3) Језерско-Шаранска, капетанско мјетсо Жабљак, 4) Планина Пивска, капетанско мјетсо Пишче, 5) Жупа Пивска, капетанско мјетсо Манастир Пивски.
IX) У Морачко-ровачкој области: 1) Ровачка, капетанско мјетсо Међуријечје, 2) Доњо-Морачка, капетанско мјетсо Манастир Морачки, 3) Горњо-Морачка, капетанско мјетсо Драговића Поље, 4) Колашинска, капетанско мјетсо Колашин, 5) Липовска, капетанско мјетсо Блатина, 6) Пољска, капетанско мјетсо Поља.
X) У Васојевићкој области: 1) Љеворечка, капетанско мјетсо Лијева Ријека, 2) Краљска, капетанско мјетсо Краље, 3) Андријевичка, капетанско мјетсо Ђулићи, 4) Полимска, капетанско мјетсо Крушево, 5) Величка, капетанско мјетсо Велика, 6) Шекуларско-Трепачка, капетанско мјетсо Трепча.
Пошто поменути закон није био у цјелости спроведен у дјело, прерасподела капетанија у пракси није извршена према подјели на предвиђених десет области, већ је свих 56 капетанија у стварности било груписано у свега шест области.
Након државног проширења (1912) и стварања четири нове области, свака од њих је подјељена на новостворене капетаније: 
1. Пљеваљска област се делила на двије капетаније (Пљеваљска, Ћехотинска) и варош Пљевља.
2. Бјелопољска област се делила на двије капетаније (Бијелопољска, Брзавска) и варош Бијело Поље.
3. Беранска област се делила на три капетаније (Беранска, Будимска, Рожајска) и варош Беране.
4. Пећка област се делила на три капетаније (Пећка, Ђаковачка, Источка), са варошима Пећ и Ђаковица.

Тада је основана и Плавско-аусињска капетанија, са варошима Плав и Гусиње, која је ушла у састав Васојевићке области, док је варошица Тузи ушла у састав Зетско-Брдске области, а ослобођени крајеви у Скадарској Крајини у састав Крајинске капетаније.